# 江南醇
江南醇是安徽庐江出产的一种白酒，当地酿酒历史悠久，最早有文献记载的为汉景帝时期，庐江人文翁任蜀郡守，将巴蜀酿酒工艺带回庐江。江南醇本身则源于1950年当局以私人酒坊为基础成立的庐江县国营粮食白酒厂，后数度易地扩建、改制、易名。江南醇乃以红高粱、大麦、糯米、豌豆、籼米为主料，以小窖酿制，陶坛动贮等引入的五粮液酿造技艺酿成的浓香型白酒。